# Manoir de Hemmelmark
Le manoir de Hemmelmark (Gut Hemmelmark) est situé dans le Schleswig-Holstein à  Barkelsby, près d'Eckernförde en Allemagne.

## Historique

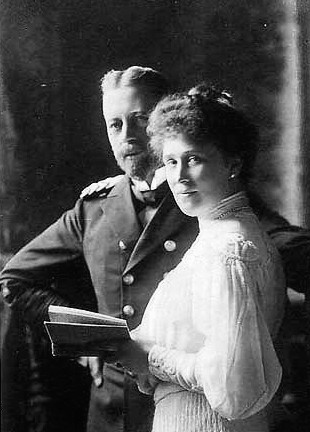
Le prince Henri et son épouse Irène

Les terres de Hemmelmark sont le fief depuis le Moyen Âge d'une famille de seigneurs du Schleswig, les Sehestedt. Elles deviennent possession de la couronne du Danemark en 1527, puis sont rendues à la famille. Le manoir, construit au début du XVIIIe siècle, et ses domaines sont vendus en 1728 et passent entre les mains de plusieurs propriétaires successifs, dont les Heespen et les Hedemann. Il est acheté en 1894 par le prince Henri de Prusse (1862-1929) qui résidait officiellement à Kiel. Il fait bâtir les communs et le bâtiment d'entrée (Torhaus) en style anglais. Il habite ici jusqu'à sa mort en 1929, avec son épouse Irène, sœur de l'impératrice Alexandra Féodorovna, et mère aussi d'enfants hémophiles. Ils sont fortement éprouvés par la mort tragique des Romanov. Le prince Henri, fort populaire en Allemagne, se fait enterrer dans une chapelle construite dans le style russe dans un champ entre Hohenstein et Hemmelmark, entourée d'arbres.
Son second fils Sigismond (1896-1978) en hérite, puis la fille de celui-ci, la princesse Barbara de Prusse (1920-1994), épouse du duc Christian-Louis de Mecklembourg. Le manoir, qui entretemps avait été alloué à un pensionnat de l'ordre protestant de Saint-Jean en activité de 1959 à 1972, devient la résidence principale de la famille, et la demeure principale de l'exploitation agricole.